# Ermenek
Ermenek là một huyện thuộc tỉnh Karaman, Thổ Nhĩ Kỳ. Huyện có diện tích 1499 km² và dân số thời điểm năm 2007 là 31182 người, mật độ 21 người/km².